# Goldzünsler

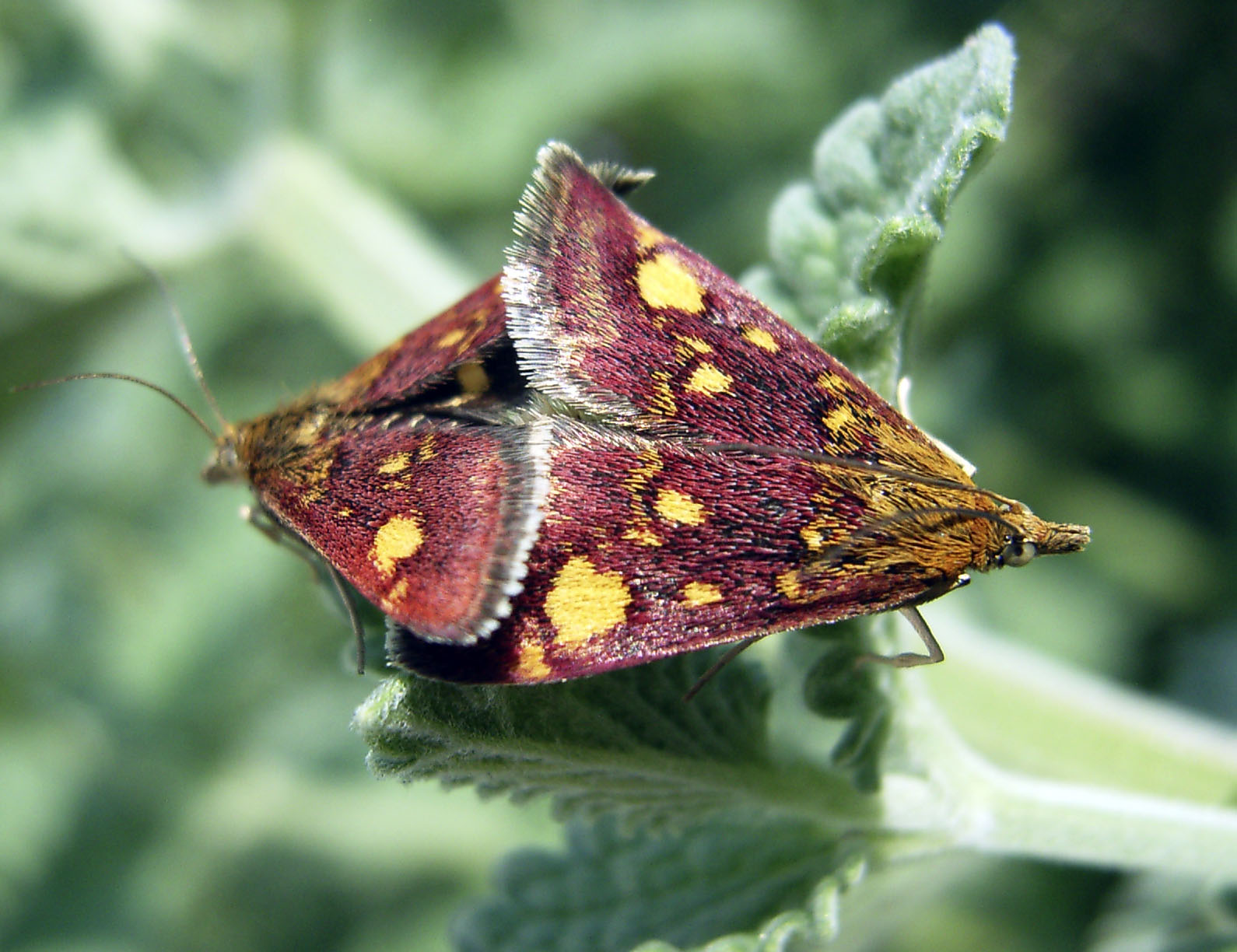
Pärchen auf Katzenminze

Der Goldzünsler (Pyrausta aurata), auch Minzenmotte genannt, ist ein Schmetterling aus der Familie der Crambidae. Die Art ist häufig in der Literatur auch unter dem Namen Purpurzünsler zu finden; dieser Name wird jedoch gelegentlich auch für den Purpurroten Zünsler (Pyrausta purpuralis) verwendet. Diese Art ist zudem sehr ähnlich und wird häufig mit dem Goldzünsler verwechselt.

## Merkmale
Die Falter des Goldzünslers erreichen eine Flügelspannweite von etwa 18 bis 20 Millimetern (bzw. eine Vorderflügellänge von 8 bis 9 mm). Die Vorderflügel sind in der Grundfarbe purpurrot bis rotbraun mit wenigen gelben Flecken. Die Anzahl und Intensität der Flecken ist variabel bis fast zum völligen Fehlen. Etwa in der Flügelmitte verläuft eine mehr oder weniger deutlich ausgebildete, dunkel gezeichnete Querlinie zum Hinterrand. Diese ist gewellt bis gezackt und endet etwa in der Mitte des Innenrandes (oder auch Hinterrandes) des Vorderflügels. Die gelben Flecken, wenn überhaupt vorhanden, können wurzelwärts wie saumwärts der Querlinie sitzen.
Die Hinterflügel sind dunkelbraun bis schwarz mit einer breiten gelben Querbinde ungefähr in der Flügelmitte.
Das Ei ist länglich und grünlich-gelblich gefärbt.
Die Raupe ist hellgrün, dunkelgrün, hellbraun, schwarzgrau oder auch rötlich gefärbt und zeigt eine dunklere Rückenlinie. Der Kopf und das Nackenschild sind bräunlich schwarz. Sie wird erwachsen bis 13 mm lang.
Die schlanke Puppe ist rotbraun bis schwarzbraun.

### Ähnliche Arten
Die Art ist vom Purpurroten Zünsler (Pyrausta purpuralis) nur schwer zu unterscheiden, und auch Pyrausta ostrinalis kann manchmal sehr ähnlich sein.
- Bei Pyrausta purpuralis bildet die Querlinie zum Hinterrand hin einen weiten, basalwärts geschwungenen Bogen. Der immer vorhandene gelbe Fleck am Hinterrand liegt saumwärts, und er ist meist halbmondförmig ausgebildet. Zum Saumfeld hin fasert der Fleck häufig aus und kann mehrere Spitzen bilden. Er kann aber auch gerade abgeschnitten sein. Die Querlinie endet am Hinterrand ungefähr in der Mitte des Hinterrandes. Der Bogen der Querlinie ist etwas steiler als bei Pyrausta ostrinalis, der gelbe Fleck daher etwas kompakter („Drittel-“ oder „Halbmond“).
- Pyrausta aurata besitzt eine Wellen- bis Zackenlinie als Querlinie. Die gelben Flecken sind auf beide Seiten der Querlinie verteilt. Die gelben Flecken können aber auch stark reduziert sein bis hin zum völligen Fehlen. Die Querlinie endet am Hinterrand saumwärts der Mitte des Hinterrandes.
- Bei Pyrausta ostrinalis sind die gelben Flecken in Form eines mehr oder kontinuierlichen Querbandes ausgebildet. Die dunkle Querlinie durchschneidet dieses Band in einem weiten, flachen Bogen. Der hintere gelbe Fleck ist daher meist länglich („Viertelmond“).[4]

## Geographische Verbreitung und Lebensraum
Die Art ist in Europa, Nordafrika und Nordasien weit verbreitet. Im Osten reicht das Verbreitungsgebiet über Sibirien bis in den Russischen Fernen Osten, Nordchina, Korea und Japan. Im Süden erstreckt es sich durch Kleinasien, den Nahen Osten, den Iran, Afghanistan, Mittelasien und die Mongolei.
Zu ihrem Lebensraum gehören trockene und feuchte Wiesen, Weiden und grasige Stellen an Bachläufen, Weg- und Waldrändern und in Gärten.

## Lebensweise
Der Goldzünsler bildet in Mitteleuropa zwei Generationen pro Jahr; die Falter fliegen von Mai bis Juni und von Juli bis August. Die Falter sind tag- und nachtaktiv. Zu den Nahrungspflanzen der Raupe gehören Minzen (Mentha), Thymian (Thymus), Oregano (Origanum vulgare), Wiesensalbei (Salvia pratensis), Zitronenmelisse (Melissa officinalis), Katzenminze (Nepeta cataria) und Bergminzen (Calamintha). Die Raupen leben gesellig in Gespinsten aus zusammengesponnenen Blättern oder Blüten der Nahrungspflanzen. Zunächst kommt Fensterfraß vor, später meist Rand- oder Lochfraß, auch die Blüten werden gefressen. Die Raupen findet man von Juni bis Juli und dann wieder ab September. Die Verpuppung der Sommergeneration erfolgt im Gespinst. Die Raupen der zweiten Generation überwintern und verpuppen sich im Frühjahr in einem Kokon am Boden.

## Systematik und Taxonomie
Das Taxon wurde 1763 von Giovanni Antonio Scopoli (in dieser Publikation Ioannes Antonius Scopoli geschrieben) als Phalaena aurata erstmals wissenschaftlich beschrieben. Die Typlokalität liegt in „Carniola“ (Krain, heute Slowenien); der Holotypus ist verloren.